# So Kwang-chol
So Kwang-chol (23 gennaio 1987) è un calciatore nordcoreano, centrocampista dell'Amrokgang.